# Grote Moskee van Hohhot
De Grote Moskee van Hohhot  (Vereenvoudigd Chinees: 呼和浩特清真大寺; pinyin: Hūhé Hàotè Qīngzhēndàsì) is een moskee in Hohhot, de hoofdstad van de Chinese Autonome Regio Binnen-Mongolië. Het is de oudste en grootste moskee in Binnen-Mongolië.

## Geschiedenis
De moskee werd in 1693 gebouwd door de islamitische Hui-bevolking. Vervolgens werd het in 1789 en 1923 gerenoveerd.

## Architectuur
De moskee is ontworpen met de Chinese en Arabische architectuur en gebouwd met zwarte bakstenen. Het heeft een oppervlakte van 4.000 m². Het heeft een minaret met een hoogte van 15 meter en een openbaar bad.